# Humberside Airport

i7
i11
i13
Der Humberside Airport (IATA-Code: HUY, ICAO-Code: EGNJ) befindet sich in Kirmington (North Lincolnshire, England) zwischen den Städten Grimsby, Kingston upon Hull und Scunthorpe. Er gehört der Fluggesellschaft Eastern Airways und dient ihr als operative Basis und Hauptverwaltung.
Der Flughafen steht in Konkurrenz mit den benachbarten Flughäfen East Midlands, Doncaster/Sheffield sowie Leeds/Bradford; alle drei Flughäfen bieten dabei im Vergleich mit dem Humberside Airport ein größeres Angebot an Flügen. Insgesamt wurden 2016 rund 200.000 Passagiere abgefertigt, ein Rückgang von 9,0 % im Vergleich zu 2015. Damit belegt der Flughafen Rang 33 der größten Flughäfen im Vereinigten Königreich.
Durch seine niedrigen Nutzungsgebühren besitzt der Flughafen einen sehr hohen Anteil an allgemeiner Luftfahrt. Er ist die Basis für Helikopterflüge auf Erdgasplattformen der Nordsee. 

## Geschichte
Der heutige zivile Flughafen wurde ursprünglich 1941 als Militärflugplatz Royal Air Force Station Kirmington, kurz RAF Kirmington, des Bomber Commands der Royal Air Force während des Zweiten Weltkrieges erbaut. Eine erste mit Wellington ausgerüstet Staffel verlegte im Oktober 1942 auf die Basis. Am längsten, von Januar 1943 bis November 1945 lag hier die 166. Squadron. Diese war anfangs ebenfalls mit Wellingtons ausgerüstet, rüstete jedoch im September 1943 auf die Lancaster um. Die Anlage wurde 1945 zunächst eingemottet und 1953 an das Landwirtschaftsministerium übertragen. Sie lag bis 1970 brach.
Dann wurde sie nach einer vierjährigen Umbauphase als Kirmington Airport wiedereröffnet. Als kurze Zeit später die Gegend in Humberside umbenannt wurde, erhielt auch der Flughafen den neuen Namen Humberside Airport. Die damalige Startbahn 3/21 (heute 02/20) wurde 1992 auf ihre derzeitige Länge ausgebaut, um sie für größere Flugzeuge benutzbar zu machen.

## Verkehrsanbindung
Den Flughafen erreicht man aus Westen über den M180 bis Barnetby, wo auch der nächste Bahnhof des Flughafens liegt; von da aus sind es über die A18 road weitere 4 km bis zum Ziel.    
Montags bis samstags existiert eine stündliche Busverbindung mit Grimsby und Hull.